# بطولة أوروبا لكرة الماء 1991
بطولة أوروبا لكرة الماء 1991 كان الموسم الـ 20 من بطولة أوروبا لكرة الماء، وجرت المنافسات في أثينا  اليونان، ونظمت من قبل الاتحاد الأوروبي للسباحة.

## النتائج
| م       | المنتخب          |
| ------- | ---------------- |
| ذهبية   | يوغوسلافيا       |
| فضية    | إسبانيا          |
| برونزية | الاتحاد السوفيتي |
| 4       | إيطاليا          |
| 5       | المجر            |
| 6       | اليونان          |
| 7       | ألمانيا          |
| 8       | رومانيا          |
| 9       | هولندا           |
| 10      | تشيكوسلوفاكيا    |